# الجمعية السعودية للمحافظة على التراث
الجمعية السعودية للمحافظة على التراث، هي جمعية خيرية أُنشِئت لخدمة التراث الوطني في المملكة العربية السعودية. سجلت منظمة الأمم المتحدة للتربية والعلوم والثقافة «اليونسكو» الجمعية كمنظمة دولية غير حكومية في مجال التراث، لتصبح بذلك ثاني منظمة سعودية غير حكومية تُسجل لدى «اليونسكو»، بعد مؤسسة مسك الخيرية، والأولى خليجياً وعربياً في مجال التراث. حصلت الجمعية على جائزة المؤسسات الثقافية غير الربحية في مبادرة الجوائز الثقافية الوطنية لوزارة الثقافة بنسختها الأولى عام 2021.

## الرؤية
أن تكون الجمعية محركاً فاعلاً ومؤثراً في مجال حفظ التراث السعودي والوعي بأهميته وقيمته الوطنية والاستفادة منه.

## الرسالة
رصد ومتابعة الجهود المبذولة في مجال التراث السعودي وتحديد الجوانب التي تحتاج إلى مزيد من العناية والاهتمام، وتحفيز ودعم المجتمع والمؤسسات المعنية لتحقيق ذلك، والتوعية به والإفادة منه.

## الأهداف
- دعم الهيئات والمؤسسات والمراكز العلمية والبحثية المعنية بالتراث في المملكة.
- التعاون مع المواطنين وتشجيعهم من أجل المحافظة على التراث ليبقي رصيداً لتاريخ المملكة ومورداً للعلم ورافداً للسياحة الثقافية ودعم المشاريع الفردية والجماعية للحرف اليدوية وتشجيعها والعمل مع الجهات المعنية من أجل المحافظة عليها وتطويرها لتكون منتجاً اقتصادياً.
- العمل مع الجهات المعنية من أجل تطوير المتاحف الخاصة والمجموعات التراثية والفنية لدى الأفراد والمحافظة عليها.
- المساهمة في إثراء المعرفة والرفع من الوعي لدي المواطنين بتراث المملكة وأهمية المحافظة عليه وتطويره.
- التنسيق مع الجهات المعنية في تبني مشاريع ترميم وتأهيل المعالم المعمارية التراثية والتاريخية والمحافظة عليها.
- التعاون مع الجمعيات والمؤسسات المماثلة داخل المملكة وخارجها بما يخدم أهداف الجمعية وفق الأنظمة المنظمة لذلك.
- إصدار ودعم المطبوعات والمنتجات الإعلامية ونشر الأبحاث المتعلقة بنشاط الجمعية.
- عقد ودعم وتنظيم المؤتمرات، وورش العمل والندوات والدورات التدريبية والتأهيلية والتثقيفية في مجال نشاط الجمعية.

## أعضاء مجلس الإدارة

### الدورة الرابعة من 1445هـ حتى 1449هـ
- صاحبة السمو الملكي الأميرة سارة بنت بندر بن عبد العزيز (رئيس مجلس الإدارة).
- صاحب السمو الأمير سعود بن سلطان بن عبد الله (نائب رئيس مجلس الإدارة).
- صاحب السمو الأمير نواف بن عبد العزيز بن عياف (عضو).
- الأستاذة نورة بنت عبد الله الفايز (عضو).
- الأستاذ سلطان بن عبد الرحمن البازعي (عضو).
- الدكتورة إيمان بنت محمد التونسي (عضو).
- الدكتور معجب بن سعيد العدواني (عضو).
- الدكتورة دليل بنت مطلق القحطاني (عضو).
- الدكتور محمد هذلول الهذلول (عضو).[5]

### الدورة الثالثة
- صاحب السمو الأمير بدر بن عبد الله بن محمد بن فرحان (رئيس مجلس الإدارة)
- معالي الأستاذ بدر بن محمد العساكر (نائبا للرئيس)
- صاحبة السمو الأميرة نوف بنت فيصل بن تركي (أمين الصندوق)
- صاحبة السمو الملكي الأميرة سارة بنت بندر بن عبد العزيز (عضو مجلس)
- الدكتور أحمد بن عمر الزيلعي (عضو مجلس)
- الدكتور سعد بن عبد العزيز الراشد (عضو مجلس)
- الأستاذ سلطان بن عبد الرحمن البازعي (عضو مجلس)
- المهندس عادل بن عبد المحسن المنديل (عضو مجلس)
- الدكتور عبد العزيز بن محمد السبيل (عضو مجلس) [6]

## لجان الجمعية

### لجنة رصد التراث
مهام اللجنة:
- إعداد الخطط والبرامج الخاصة برصد التراث والجهات العاملة به وتطوير قاعدة بيانات متكاملة لذلك.
- تنفيذ البرامج بعد اعتمادها من قبل مجلس الإدارة وتقديم تقارير دورية عنها.
- التواصل مع الجهات العلمية والبحثية المعنية بالتراث.

### لجنة التعريف بالتراث والتوعية بأهمية المحافظة عليه
مهام اللجنة:
- إعداد الخطط والبرامج الخاصة بالتعريف بالتراث والتوعية بأهمية المحافظة عليه.
- تنفيذ البرامج بعد اعتمادها من قبل مجلس الإدارة وتقديم تقارير دورية عنها.
- التواصل مع المسئولين المعنيين بالأنظمة الخاصة بالمحافظة على التراث والجهات الأخرى ذات العلاقة ببرامج التوعية.

### لجنة المحافظة على التراث
مهام اللجنة:
- إعداد الخطط والبرامج الخاصة بالمحافظة على التراث.
- تنفيذ البرامج بعد اعتمادها من قبل مجلس الإدارة وتقديم تقارير دورية عنها.
- تطوير علاقات التعاون والتكامل مع القطاعات المعنية بالمحافظة على التراث.

## مجالات التراث

### التراث المادي
- الآثار بما في ذلك الأعمال المعمارية، وأعمال النحت والتصوير على المباني والنقوش وغيرها من المعالم الأثرية التي لها قيمة استثنائية من وجهة النظر التاريخية أو الجمالية.
- مجمعات المباني التي لها قيمة استثنائية من وجهة النظر التاريخية أو الفنية أو العلمية.
- المواقع الأثرية التي لها قيمة استثنائية من وجهة النظر التاريخية أو الجمالية.

### التراث الغير مادي
الممارسات وأشكال التعبير والمعارف والمهارات، وما يرتبط بها من آلات وقطع ومصنوعات وأماكن ثقافية، والتي تعتبر جزء من التراث الثقافي المتوارث جيلا بعد جيل، والذي ينمي الإحساس بالهوية لدى المجتمع والشعور بالاستمرارية، ويعزز احترام التنوع الثقافي فيه والقدرة الإبداعية لديه، بما في ذلك:
- المهارات المرتبطة بالفنون الحرفية التقليدية.
- التقاليد وأشكال التعبير الشفهي، بما في ذلك اللغة كواسطة للتعبير عن التراث الثقافي غير المادي.
- الفنون الآدائية وتقاليدها.
- الممارسات الاجتماعية والاحتفالات.[7]

## أعمال الجمعية
سجلت منظمة الأمم المتحدة للتربية والعلوم والثقافة "اليونسكو" الجمعية السعودية للمحافظة على التراث «نحن تراثنا» كمنظمة دولية غير حكومية، لتصبح ثاني منظمة سعودية تسجل لدى «اليونسكو» كمنظمة دولية غير حكومية، والأولى خليجيّاً وعربيّاً في مجال التراث.
اجنازت الجمعية السعودية للمحافظة على التراث «نحن تراثنا» المعايير والمتطلبات اللازمة لتصبح مستشاراً عالمياً للتراث غير المادي بحيث تقيم ملفات الدول الأخرى لتقديم المشورة لمنظمة التربية والعلم والثقافة «يونيسكو»، وذلك بعد توصية دولية من لجنة التراث الثّقافي غير المادي خلال اجتماع اللجنة الحكومية الرابع عشر لاتفاقية صون التراث الثّقافي غير المادي لمنظمة اليونيسكو، الذي عقد خلال الفترة 8 إلى 14 ديسمبر كانون الأول 2019، في مدينة بوغوتا بكولومبيا. وهي بذلك أول منظمة سعودية وخليجية تحظى بهذه التوصية، وستبدأ الجمعية عملها تقديم خدمات استشارية لمنظمة اليونيسكو في مشروعات صون التراث الثّقافي غير المادي بعد اجتياز مرحلة الاعتماد الرسمي خلال اجتماع الجمعية العمومية للتراث الثقافي غير المادي لمنظمة اليونيسكو منتصف عام 2020.
عملت الجمعية السعودية للمحافظة على التراث في إعداد عدد من عناصر التراث الثقافي غير المادي والتي تم تسجيلها على القائمة التمثيلية وهي: العرضة النجدية وتم تسجيلها في عام 2015 والمزمار وهو فن أدائي وتم تسجيله في عام 2016 والقط العسيري وهو فن تزيين المجالس في منطقة عسير وتم تسجيله في عام 2017، كما تم رفع ملفين في عام 2019 عملت الجمعية على إعدادهما وهما البن الخولاني والسدو، وتعمل الجمعية هذا العام على ملفي الخط العربي وحداء الإبل للتسليم في مارس من عام 2020.
قامت الجميعة بإحياء اليوم العالمي للتراث الذي يوافق 18 أبريل من كل عام بإقامة ملتقى التراث والفنون تحت اسم «نحييه» والذي استمر من 15 أبريل وحتى 18 أبريل من عام 2015م في مركز الملك فهد والذي تضمن جلسات نقاش، وعروض مسرحية، وعروض لتجارب دولية ناجحة في خدمة التراث بالإضافة إلى ورش عمل للأطفال. وأعادت الجميعة إحياءه في نفس المركز في 17 أبريل وحتى 22 أبريل من عام 2016م تحت اسم «كرم تراثك بمتحف». في عام 14 فبراير 2017، قامت الجميعة بتكريم رموز المملكة لجهودهم في المساهمة لإنشاء الفن السعودي وكرمت ذكرى الفنان الراحل طارق عبد الحكيم في قاعة نيارة. وقامت بإحياء يوم التراث العالمي في عامي 2017 و2018 في مركز الملك عبد العزيز التاريخي من خلال عرض أزياء عصرية بسمات تراثية حفاظاً على الموروث الثقافي والشعبي للملابس. وفي عام 2019، قامت الجميعة بعمل جدارية فنية من المصاقيل في مركز الملك عبد العزيز التاريخي تحتوي على جميع الملفات التي تم تسجيلها في قائمة اليونيسكو لعناصر التراث. هذا بالإضافة إلى إنتاج أول أوبرا عربية تحكي قصة عبلة وعنتر التاريخية.

## الجوائز
حصلت الجمعية السعودية للمحافظة على التراث "نحن تراثنا" على جائزة المؤسسات الثقافية غير الربحية في مبادرة الجوائز الثقافية الوطنية بنسختها الأولى عام 2021. 

## وصلات خارجية
- الأميرة عادلة تترأس اجتماع عمومية «الجمعية السعودية للمحافظة على التراث».
- هيئة الثقافة توقع مذكرة تفاهم مع جمعية المحافظة على التراث بالرياض.
- تُسجل الجمعية السعودية «نحن تراثنا» كمنظمة دولية معنية بالتراث.